# Cyclosa formosa
Cyclosa formosa là một loài nhện trong họ Araneidae.
Loài này thuộc chi Cyclosa. Cyclosa formosa được Ferdinand Karsch miêu tả năm 1879.